# Stockholms Centrals gamla klocka

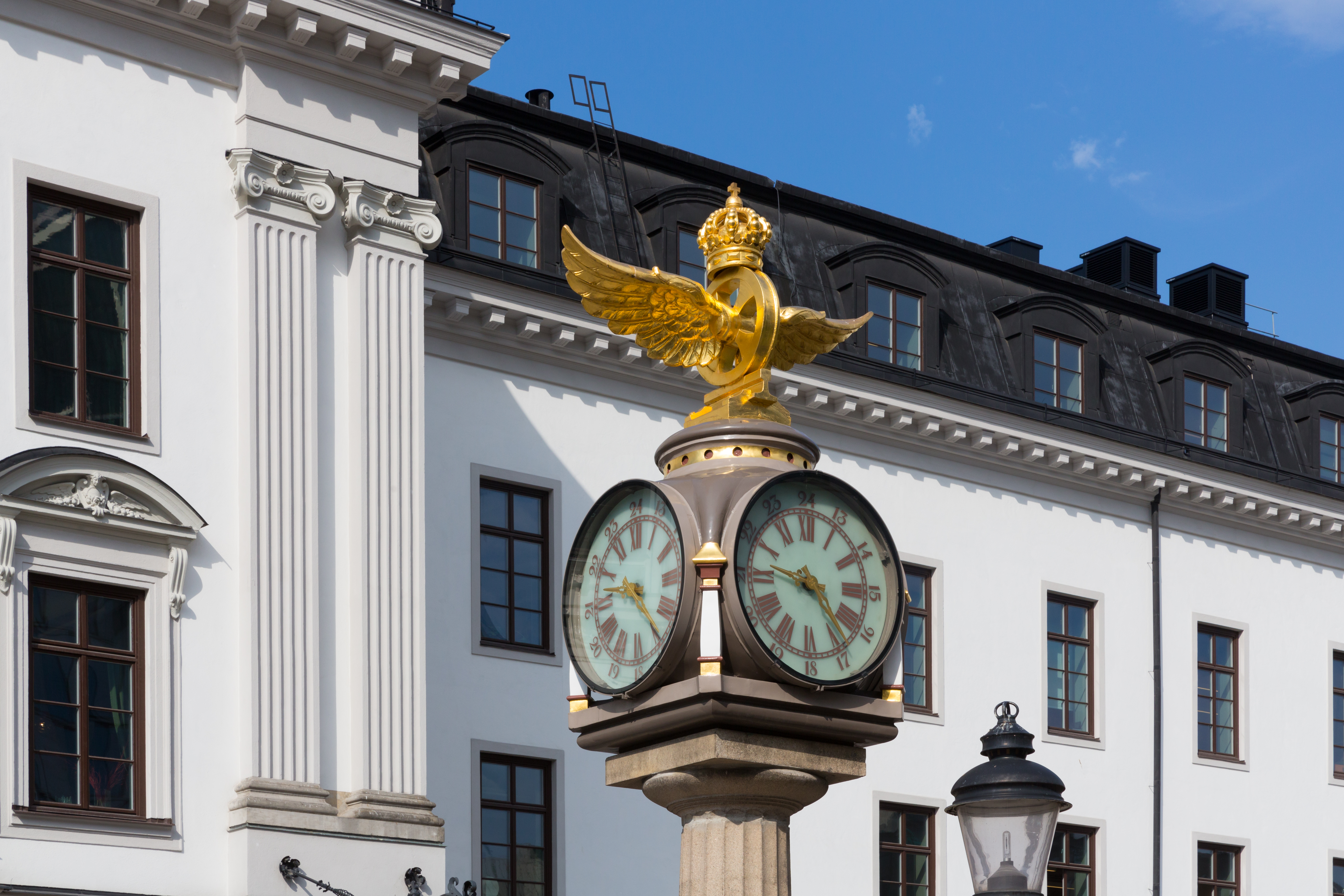
Centralens gamla klocka på Centralplan, juli 2018.

Stockholms Centrals gamla klocka kallas uret som sedan oktober 2013 står på Centralplan utanför Stockholms centralstation. "Gamla klockan" – som ägaren Jernhusen kallar den – inköptes omkring 1910 av Statens Järnvägar, troligen från F.W. Tornberg urfabrik & urhandel och har sedan dess funnits på minst sex olika platser.

## Historik

### Klockan på "Puckeln"

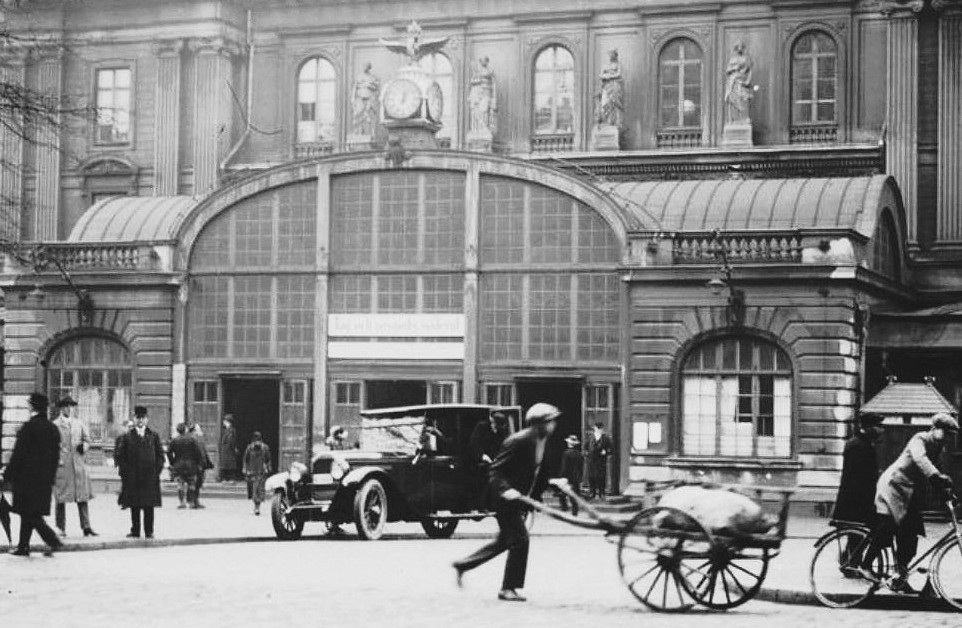
Klockan på "Puckeln", 1910-tal.

Klockan tillverkades omkring år 1910 sannolikt av F.W. Tornberg urfabrik & urhandel i Stockholm och köptes därifrån av Statens Järnvägar. Fredrik Wilhelm Tornberg hade specialiserat sig på att tillverka tornur för kyrkor och stationsur för järnvägar men hans sortiment omfattade även fickur, bordsur, kronografer och skeppsur ur egen produktion. Företaget etablerades 1859 och hade sin affär vid Gustav Adolfs torg 14.
Den av SJ beställda klockan fick urtavlor mot tre sidor, den fjärde sidan kunde inte ses av allmänheten eftersom den var vänd mot stationshusets fasad. Tiden visas både med romerska (I–XII) och arabiska siffror (13–24). Urhuset blev cirka 1,5 meter hög, bestående av cirka 1 millimeter tjock zinkplåt och med en invändig förstärkning av smidesjärn. På toppen av klockan monterades en monumental skulptur visande SJ:s (egentligen Kungliga Järnvägsstyrelsens) emblem, det bevingade järnvägshjulet på en bit räl, krönt av en kunglig krona. Emblemet utfördes i 3–4 millimeter tjock gjuten zink, blev 1,5 meter högt och mätte 2,0 meter mellan vingspetsarna.
”Gamla klockan” uppsattes ursprungligen på dåvarande biljetthallen från 1904, den så kallade ”Puckeln”, som var en tillbyggnad av Stockholms central utanför huvudentrén. Puckeln fick den heta i folkmun på grund av sin svängda takform.

### Klockan i vänthallen och en annan klocka på Centralplan

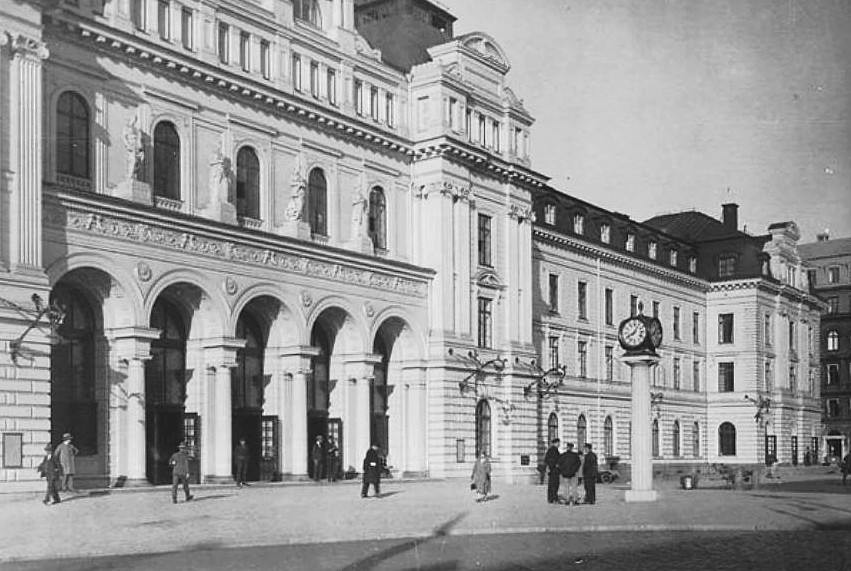
Den andra klockan, Centralplan, 1930-tal.

På ”Puckeln” fanns klockan fram till centralhallens ombyggnad 1925–1927. ”Gamla klockan” flyttades inomhus och monterades på taket till den nyuppförda resgodskiosken inne i Centralens vänthall år 1927. Resgodsexpeditionen och uret med SJ:s emblem kom att bli en medelpunkt i centralhallen.
Efter ombyggnaden 1925–1927 placerades ett annat ur på Centralplan. Detta ur, som var uppsatt på en cirka fem meter hög granitkolonn i dorisk ordning flyttades från hörnet vid Klarabergsgatan till Centralplan. Det fanns vissa likheter mellan de två uren, men som framgår av äldre fotografier hade de helt olika urtavlor och den från Klarabergsgatan kröntes av en urna och inte av SJ:s emblem. Om denna klocka var tillverkad av Tornbergs är ovisst. Den blev likt Tornbergs klocka på Nybroplan utanför Dramaten en populär mötesplats både för resenärer och stockholmare.

### Klockan i Tomteboda och Gävle
När vänthallen byggdes om på 1950-talet togs ”gamla klockan” ner och blev nu ett av utställningsföremålen i Järnvägsmuseets lok- och vagnhall vid Tomteboda. På ett fotografi från mitten av 1950-talet syns att uret stod på en enkel trähylla under taket i lok- och vagnhallen. Även klockan på Centralplan togs bort i början på 1950-talet, vart den tog vägen är okänt, bara kolonnen sparades.
År 1970 blev Gävle platsen för Sveriges järnvägshistoriska centrum och Tomtebodas samlingar flyttades dit. Troligen följde SJ:s ”gamla klocka” med. 1983 invigdes Tomteboda postterminal och SJ-klockan överlämnades som gåva från SJ till Postverket, liksom från ett statligt verk till ett annat. Klockan placerades utanför postterminalens huvudentré och på en dorisk granitkolonn. Sannolikt är det samma kolonn som stod på Centralplan mellan 1927 och 1952. På kolonnen fanns en skylt med en felaktig information: "Denna klocka överlämnades av SJ till Postverket 1983 klockan har tidigare varit placerad vid Stockholm C fram till år 1952." Att klockan stod vid (utanför) Stockholms centralstation var alltså inte fallet.

### Klockan på Centralplan

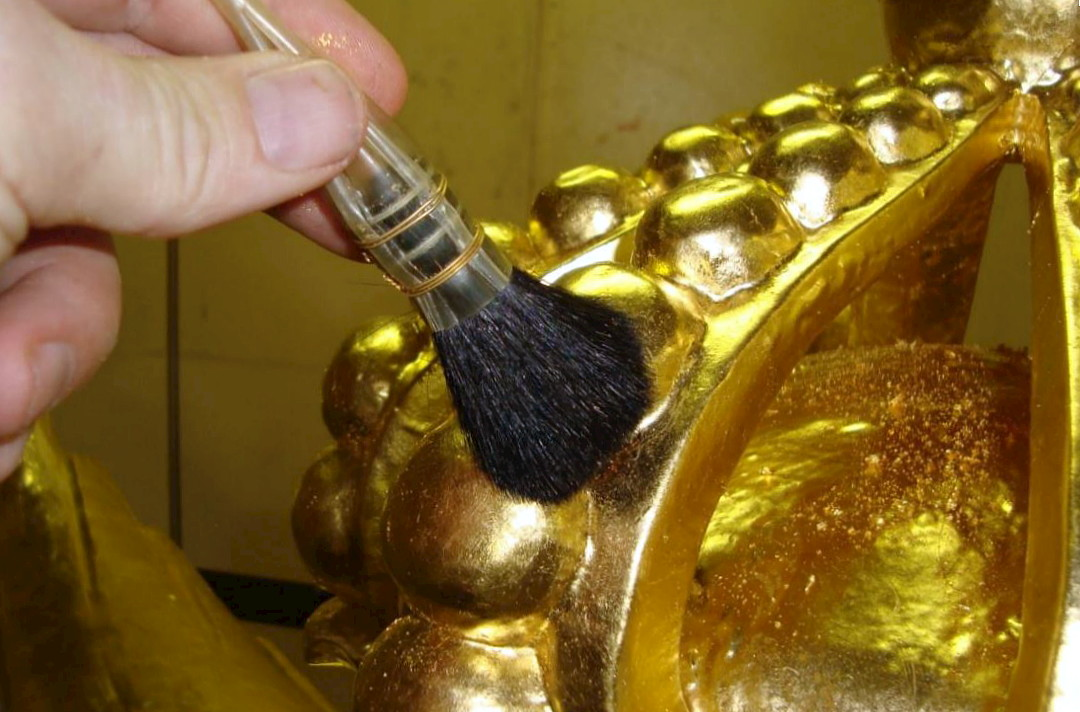
Förgyllning av SJ-emblemets krona på metallkonservatorn Cai Zetterströms verkstad.

I samband med nygestaltningen av Centralplan beslöt fastighetsägaren Jernhusen att köpa ”gamla klockan” och flytta den från Tomteboda till Stockholms centralstation där den skulle få en mera adekvat placering på Centralplan. Den 23 oktober 2013 återinvigdes Centralens gamla klocka under festliga former. Under kolonnen placerades en tidkapsel innehållande dokument om Centralens senaste ombyggnad.

### Restaureringen
Under 2012–2013 genomfördes en omfattande restaurering under ledning av metallkonservatorn Cai Zetterström på Z-Metallform i Gnesta. Bland annat omförgylldes hela SJ-emblemet med 24 karats halvslaget bladguld. I arbetet ingick även förstärkning och omlödning av skadade och spruckna partier samt nytillverkning av tre skyddsglas för montering framför urtavlorna. Glaset är ett lamellimmat säkerhetsglas med en tjocklek av 9 millimeter och med en diameter av 995 millimeter. Urhus och SJ-emblem grundmålades i sprutbox med fyra skikt ljusgrå epoxibaserad grundfärg. Som täckskikt användes tre lager polyuretanbaserad färg av olika kulör. Nuvarande färgsättning har tillkommit efter provtagningar och studier av äldre bilder på klockan. Som skydd mot fågelspillning och liknande företogs vaxning på SJ-emblemets uppåtvända ytor. Urverket var i gott skick men hade redan tidigare ersatts av ett modernt, centralstyrt verk från Westerstrands urfabrik. Klockan är invändigt uppvärmd och urtavlorna är belysta från insidan.

## Historiska bilder

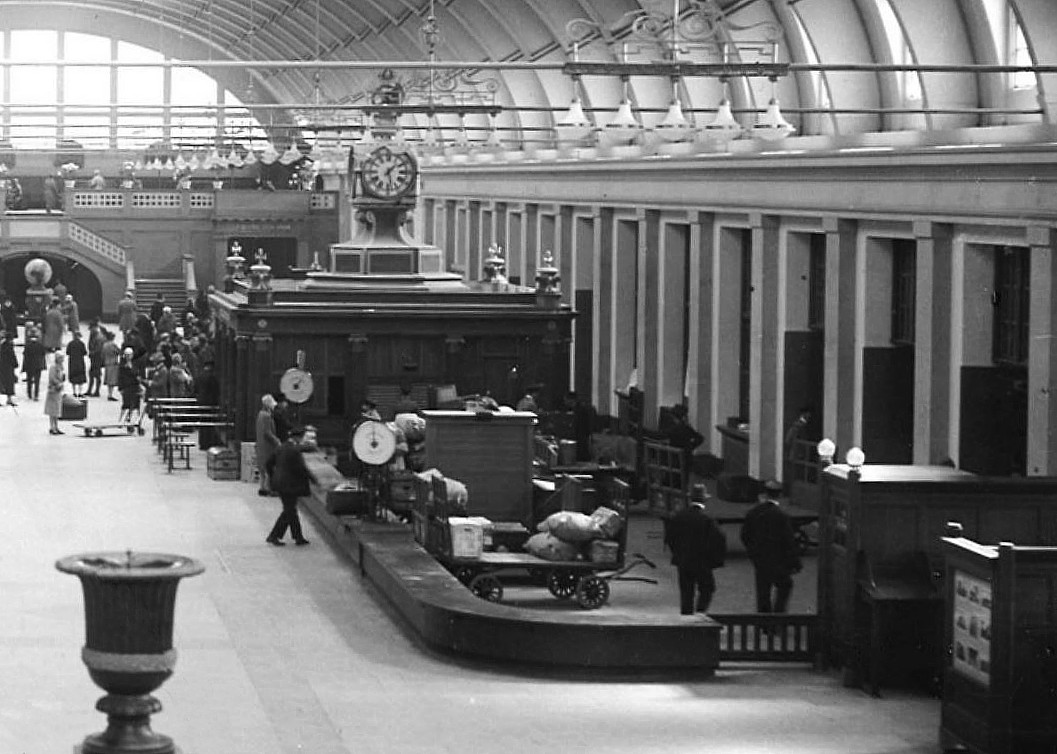
Klockan i centralhallen, 1920- till 1950-tal.
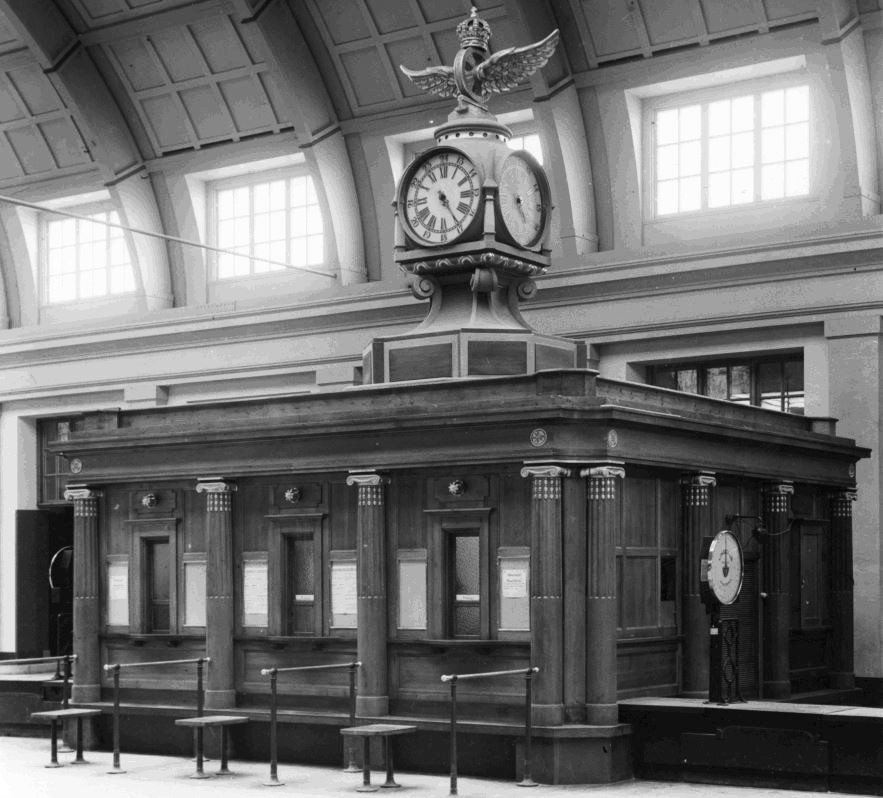
Klockan i centralhallen, 1920- till 1950-tal.
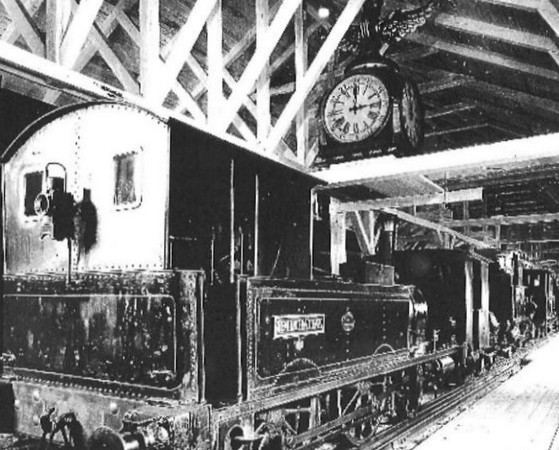
Klockan i järnvägsmuseet, Tomteboda, ca 1955.
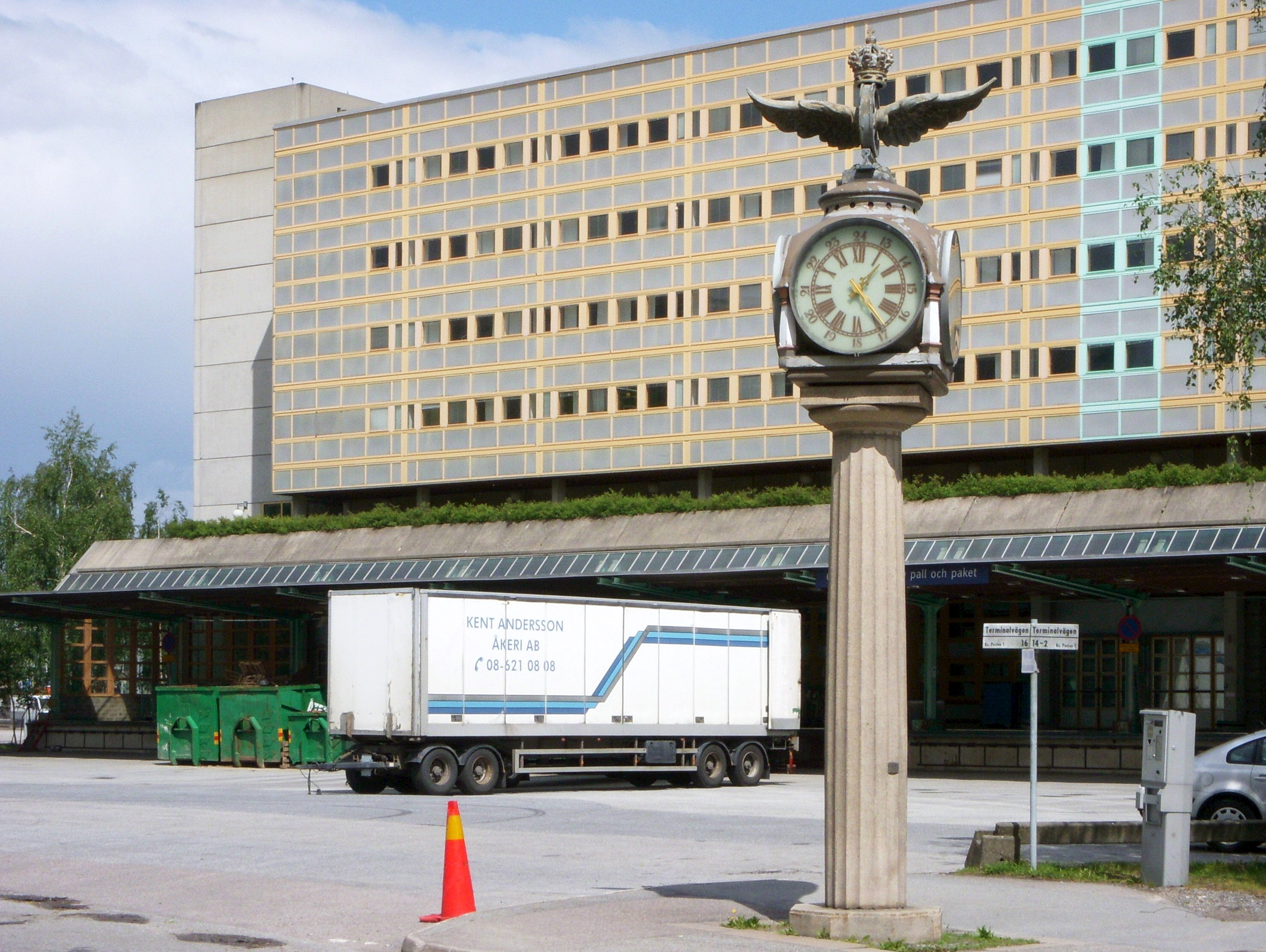
Klockan utanför Tomteboda postterminal, 2010.